# Limán Kiziltashki
El limán Kiziltashki (en ruso: Кизилта́шский лима́н, del turco kiziltash, "«piedra roja»") es un limán del delta del Kubán, localizado en la parte meridional de la península de Taman, en la costa del mar Negro del sur de Rusia. Administrativamente, pertenece al krai de Krasnodar. Es el líman más grande del sur de Rusia, con 18,5 km de largo, 14 km de ancho y una superficie de 137 km². Al norte está conectado con el limán Tsokur y al este con el limán Bugazski, que conecta con el mar Negro. Hasta comienzos del siglo XX la mayor parte de las aguas del Kubán llegaban al mar Negro por esta marisma. Gradualmente la deposición de sedimentos condujo el lecho del río hacia el norte. Tras la limpieza del lecho del río, volvió a recibir agua dulce. El fondo de la marisma está cubierto de un limo rico en ácido sulfhídrico, lo que le otorga propiedades curativas.